# Velké Meziříčí

Wappen der Herren von Lomnitz

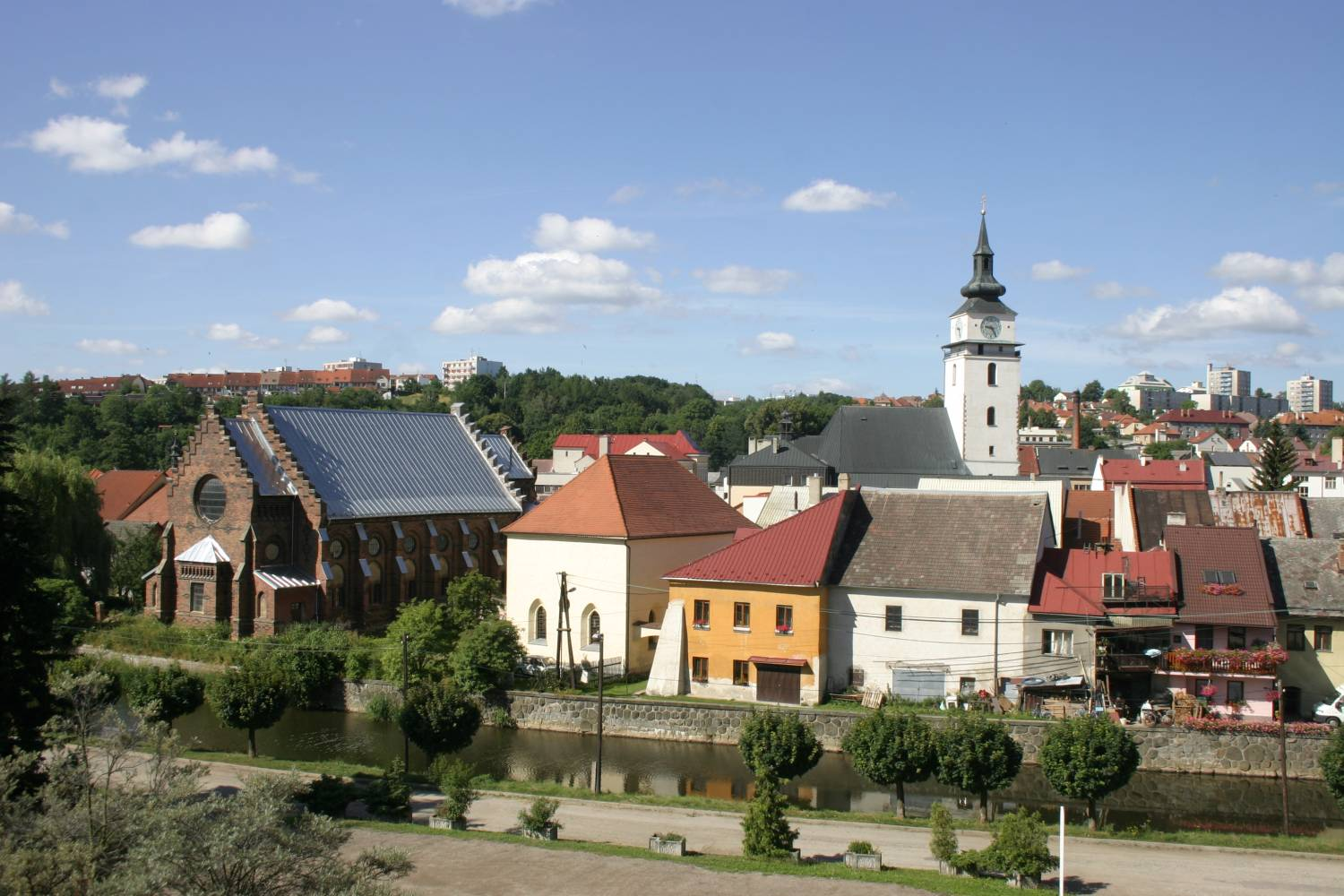
Zentrum von Velké Meziříčí

Velké Meziříčí (deutsch Groß Meseritsch, auch Groß Meseritz) ist eine Stadt im Okres Žďár nad Sázavou in Tschechien. Sie liegt 25 km südöstlich von Žďár nad Sázavou (Saar) und 46 km westlich von Brünn in einem Tal des Krischanauer Berglandes (tschechisch Křižanovská vrchovina) im Süden der Böhmisch-Mährischen Höhe am Zusammenfluss der Oslava und der Balinka.

## Stadtgliederung
Velké Meziříčí besteht aus den Ortsteilen Dolní Radslavice (Unterratzlawitz), Hrbov (Herbau), Kúsky (Kusek), Lhotky, Mostiště (Mostischt), Olší nad Oslavou (Wolschi), Svařenov (Swarschenow) und Velké Meziříčí, die zugleich auch Katastralbezirke bilden.
Grundsiedlungseinheiten sind Amerika, Bezděkov, Dolní Radslavice, Františkov, Hliniště, Hrbov, Křenice, Kunšovec, Kúsky, Lhotky, Loupežník, Mostiště, Mostiště-přehrada, Na Blatinách, Nad katovnou, Olší nad Oslavou, Svařenov, Světlá, Škodův mlýn, U Hliniště, Velké Meziříčí-historické jádro, Vrchovec (Hohendorf) und Zámek.

## Geschichte
Der Ort entstand Ende des 12. Jahrhunderts. Er gehörte von Anfang dem Herrengeschlecht Meseritsch (Mezericky), dem der 1236 erwähnte Budislav von Meseritsch (Budislav z Meziříčí) entstammte. Bereits damals bestand die St.-Nikolaus-Kirche. Namensgebender Stammsitz waren die Burg und das spätere Schloss. Große Verdienste um den Ausbau der zugehörigen Herrschaft, zu der 1377 neben Meseritsch 14 Dörfer gehörten, erwarb sich der mährische Landeshauptmann Johann von Meseritsch. 1405 erwarb der Prager Oberstburggraf Lacek I. von Krawarn die Herrschaft Meseritsch. Drei Jahre später (1408) erhob er Meseritsch zur Stadt, und 1411 wurde er Landeshauptmann von Mähren. Als Anhänger der Hussitenbewegung verfasste er 1415 in Meseritsch eine Petition an den Römisch-deutschen König Sigismund, in der die Befreiung des Jan Hus auf dem Konzil von Konstanz gefordert wurde. 1424 war Meseritsch ein wichtiger Stützpunkt der mährischen Hussiten. Seit 1425 gehörte Meseritsch dem Johann d. Ä. von Lomnitz. Am 18. August 1440 wurde in der Stadt eine Ständeversammlung durchgeführt, deren Ergebnis der Landfrieden war, mit dem die Hussitenkriege in Mähren beendet wurden. Eine Blütezeit erlebte Meseritsch während der Herrschaft des Johann d. J. von Lomnitz († 1515). Damals wurde die Burg umgebaut und neu befestigt. Für das Jahr 1518 sind eine Jüdische Gemeinde und eine Synagoge belegt, 1560 bestand ein jüdischer Friedhof.
1528 gelangten Stadt und Herrschaft Meseritsch an den Landeshauptmann Johann IV. von Pernstein. Dessen Söhne verkauften Meseritsch an den streng katholischen Vizekanzler von Böhmen, Sigmund Helt von Kement († 1564), der in Meseritsch eine Lateinschule gründete und diese finanziell gut ausstattete. Nach dessen Tod 1564 unterstützte seine Witwe Alena die lutherische Gemeinde. 1578 erweiterte sie die Lateinschule zu ein Gymnasium illustre und bestimmte zugleich, dass dieses künftig im Geist der Confessio Augustana zu führen sei. Durch den Dreißigjährigen Krieg sowie einem Großfeuer 1723, das weite Teile der Stadt und des Schlosses vernichtet hatte, sank die Bedeutung der Stadt. Von 1676 bis 1735 besaßen die Grafen Ugarte die Herrschaft. 1744 starb der Besitzer Herzog Leopold von Schleswig-Holstein, dem die Fürsten von Liechtenstein folgten. 1908 gelangten Stadt und Herrschaft Großmeseritsch an die Grafen Harrach, die das Schloss Meseritsch im Stil der Neugotik umbauen ließen.
Im September 1909 war in Meseritsch das Hauptquartier der Leitung eines Kaisermanövers, an welchem der österreichische Kaiser Franz Joseph I., der deutsche Kaiser Wilhelm II. und der Thronfolger von Österreich-Ungarn Franz Ferdinand von Österreich-Este teilnahmen und im Schloss Groß Meseritsch Quartier bezogen hatten.
Von wirtschaftlicher Bedeutung waren die holz-, metall- und lederverarbeitende Industrie sowie der Maschinenbau.
Zum Ende des Zweiten Weltkriegs kam es am 6. Mai 1945 in Groß Meseritsch zu einem Massaker an tschechischen Zivilisten, bei dem 50 Menschen starben. Im Jahre 2005 wurden in Prag wegen des Massakers Ermittlungen gegen den in Deutschland lebenden ehemaligen Hitlerjugend-Angehörigen Rudolf Malik aufgenommen. 1945/46 wurden die deutschen Einwohner größtenteils vertrieben. Nach dem Februarumsturz 1948 wurden die Grafen Harrach enteignet.

## Sehenswürdigkeiten

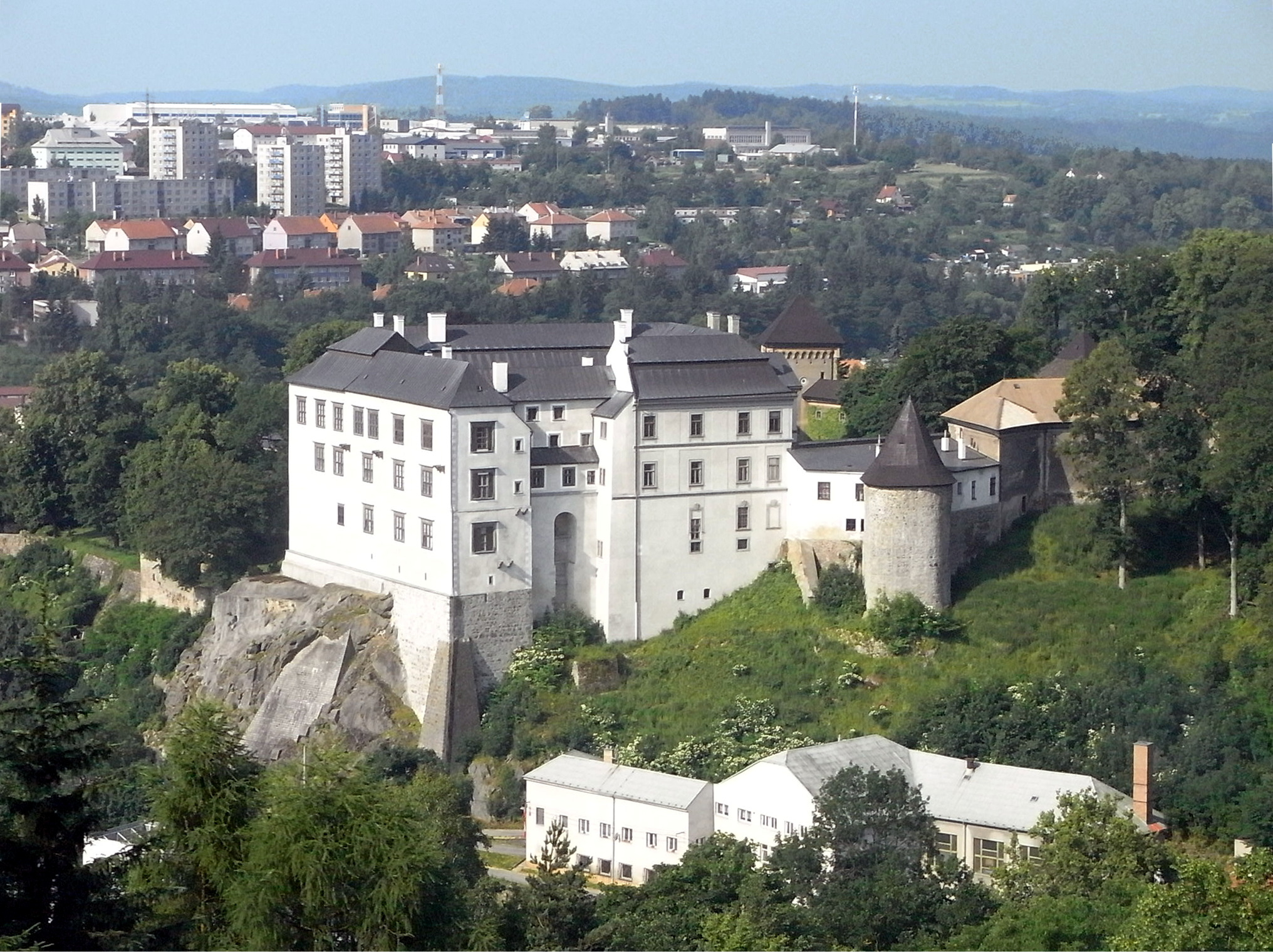
Schloss

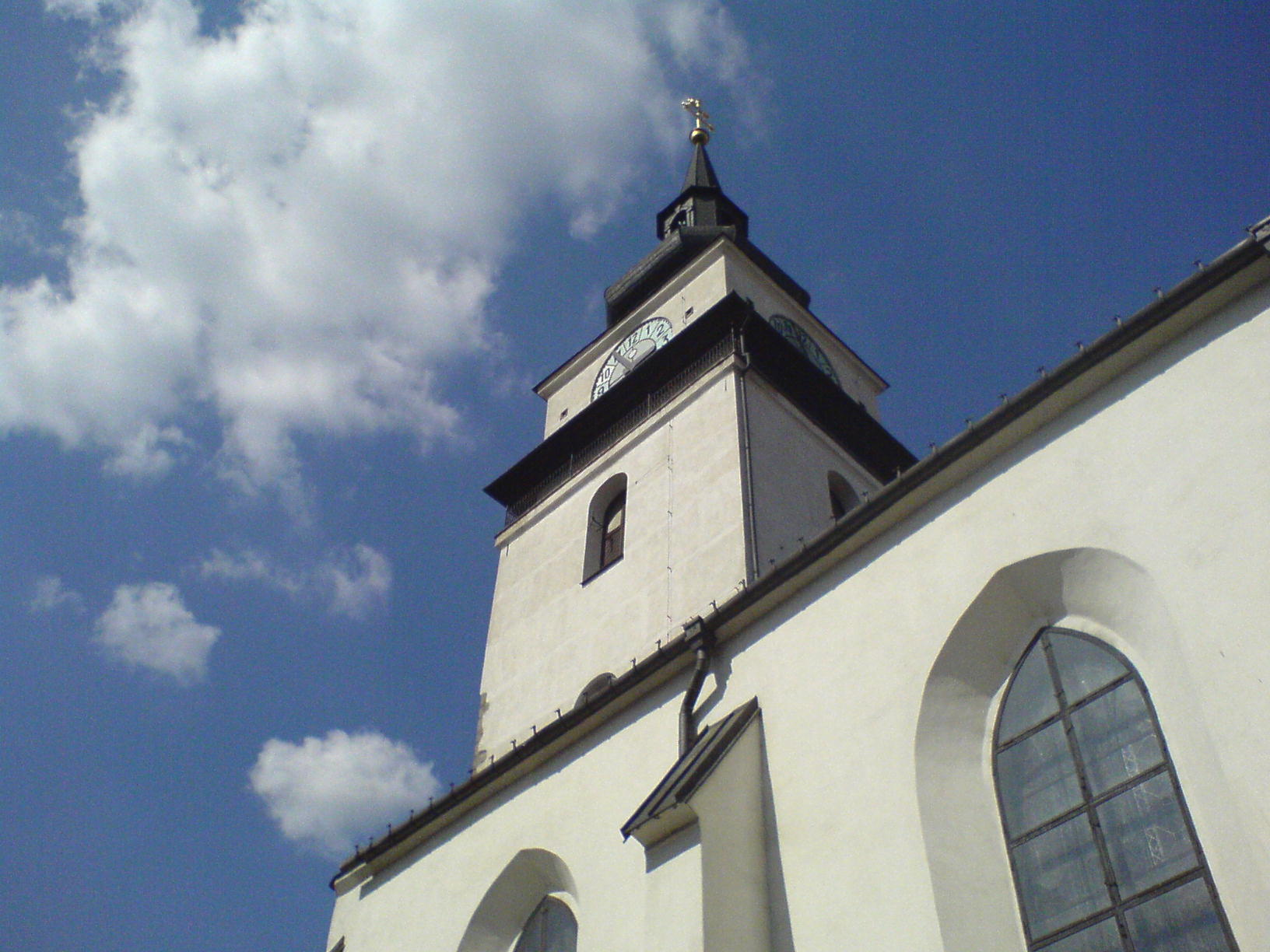
Glockenturm von St. Nikolaus

- Schloss Meziříčí mit Regionalmuseum
- St.-Nikolaus-Kirche
- Alte Synagoge
- Neue Synagoge
- Jüdischer Friedhof

## Söhne und Töchter der Stadt
- Ignaz Joseph Weidlich (* 1753), Maler
- Eisik Hirsch Weiss (1815–1905), Talmudforscher und Literaturhistoriker
- Léon Minkus (1826–1917), Komponist
- Karel Eichler (1845–1918), Priester der römisch-katholischen Kirche, Musiker und Schriftsteller
- Arnold Pick (1851–1924), Psychiater
- Robert Hirschfeld (1857–1914), Musikpädagoge und Musikkritiker
- Ludwig Brügel (1866–1942), Historiker der österreichischen Arbeiterbewegung.
- Leopold Hilsner (1876–1928), jüdischer Schuster, unschuldig Verurteilter
- Jaroslava Blažková (1933–2017), slowakische Journalistin und Schriftstellerin